# Corchorus sericeus
Corchorus sericeus là một loài thực vật có hoa trong họ Cẩm quỳ. Loài này được Ewart & O.B.Davies mô tả khoa học đầu tiên năm 1917.